# Agrostis longiligula
Agrostis longiligula é uma espécie de gramínea do gênero Agrostis, pertencente à família Poaceae.